# Gaurotes glabratula
Gaurotes glabratula là một loài bọ cánh cứng trong họ Cerambycidae.